# Traßdorf
Traßdorf is een  klein dorp in de Duitse gemeente Stadtilm in het Ilm-Kreis in Thüringen. Het dorp wordt voor het eerst vermeld in een oorkonde uit 1089.

## Geschiedenis
In 1994 ging het dorp op in de toen gevormde gemeente Singerberg. Twee jaar later ging die op in de gemeente Ilmtal, die op 6 juli 2018 opging in de gemeente Stadtilm.